# Blasius Columban von Bender
Blasius Columban von Bender (Gengenbach, 14 novembre 1713 – Praga, 20 settembre 1798) è stato un generale austriaco di origini tedesche.
Fu per oltre trent'anni governatore della Fortezza di Lussemburgo e venne costretto a capitolare durante l'assedio del 1794-95 a opera dei rivoluzionari francesi.

## Biografia

### I primi anni
Nato il 14 novembre 1713 da una famiglia borghese di Gengenbach, nel Margraviato di Baden, nei pressi della Foresta Nera. Blasius Columban era figlio di Johannes Casper Bender, ufficiale municipale, a sua volta figlio di Johannes Bender e di Anne Marie Hetzler, originari entrambi di Villingen. Sua madre era Marie Eva Leutgardis Jüngling, figlia di Columban Jüngling e di Anne Marguerite Bach, ed era originaria di Ehrstein.
Blaise Bender entrò al servizio dell'esercito imperiale nel 1733 e già dai primi anni ebbe modo di servire sotto il principe Eugenio di Savoia nella guerra intrapresa dall'Austria contro l'impero russo, combattendo nelle campagne militari per la pacificazione della Slesia e dei Paesi Bassi. Prese in seguito parte alla guerra dei sette anni durante la quale ebbe modo di distinguersi in diversi combattimenti a Mollowitz, Praga, Striegau e Trautenau.
Nominato colonnello nel 1758, venne in quello stesso anno nominato comandante militare della Fortezza di Lussemburgo, carica che mantenne per oltre trent'anni. Generale maggiore nel 1769 e Feldmaresciallo luogotenente nel 1775, divenne feldzeugmeister nel 1786 e infine feldmaresciallo nel 1790.
Nel 1782 ottenne dall'imperatore Giuseppe II del Sacro Romano Impero la nobilitazione al titolo di barone del Sacro Romano Impero.

### La campagna dei Paesi Bassi

La capitolazione di Bruxelles il 2 dicembre 1790, con il feldzeugmeister Bender che riceve il borgomastro di Bruxelle Henri-Ferdinand-Joseph de Locquenghien, accompagnato dal magistrato e dai rappresentanti della città.

Con lo scoppio nel 1789 di una rivolta di parte delle province dei Paesi Bassi austriaci, venne a crearsi un fenomeno storiograficamente noto come rivoluzione brabantina, e Bender venne designato come comandante della fortezza del Lussemburgo, a intraprendere come comandante una campagna di pacificazione militare dell'area. Alla fine del novembre del 1790 partì da Lussemburgo con 30.000 uomini in direzione di Bruxelles riuscendo a schiacciare le rivolte organizzate localmente dai ribelli e a reprimere la neonata repubblica degli Stati Belgi Uniti, ripristinando nelle sue funzioni il governatore generale Alberto di Sassonia-Teschen. Per il successo dell'operazione e la bravura dimostrata sul campo, venne ricompensato con la gran croce dell'Ordine Militare di Maria Teresa.

### Le guerre rivoluzionarie francesi
Prese parte attivamente alle guerre rivoluzionarie francesi e, malgrado gli 82 anni ormai raggiunti, si dedicò ancora con passione alla difesa della Fortezza di Lussemburgo di cui era comandante contro l'avanzata delle truppe della prima Repubblica francese, anche se dovette cedere alla capitolazione nel giugno del 1795 dopo circa sette mesi di assedio ininterrotto, per la mancanza di generi alimentari.
Dopo la sconfitta alla fortezza, per quanto il comando maggiore dell'esercito imperiale avesse apprezzato la sua condotta e gli sforzi da lui portati avanti per vincere, decise di ritirarsi spontaneamente dall'esercito. In tutto, durante la sua lunga carriera militare, aveva preso parte a 29 campagne militare, dozzine di grandi battaglie e sei assedi. Bender prese definitivamente residenza nella casa che aveva acquistato nel 1783, proprio davanti al Parc de Bruxelles, in un hôtel particulier fatto da lui realizzare su progetto di Louis Montoyer e Barnabé Guimard in stile neoclassico..
Intrapreso un viaggio a Praga, si spense nella città boema nel 1798.

## Matrimonio e figli
Bender si sposò in tutto tre volte: il nome della sua prima sposa è sconosciuto, probabilmente perché morì in giovane età. Successivamente si risposò con Jeanne Catherine Michael von Gutenthal. Alla morte della seconda moglie, a 61 anni, il 14 gennaio 1774, sposò Louise zu Isenburg und Büdingen in Philippseich (1731-1813), figlia del feldmaresciallo Guglielmo Maurizio di Isenburg-Büdingen, conte palatino.